# جرزونة
جرزونة إحدى مدن الجمهورية التونسية، تقع في ولاية بنزرت.

## معرض الصور

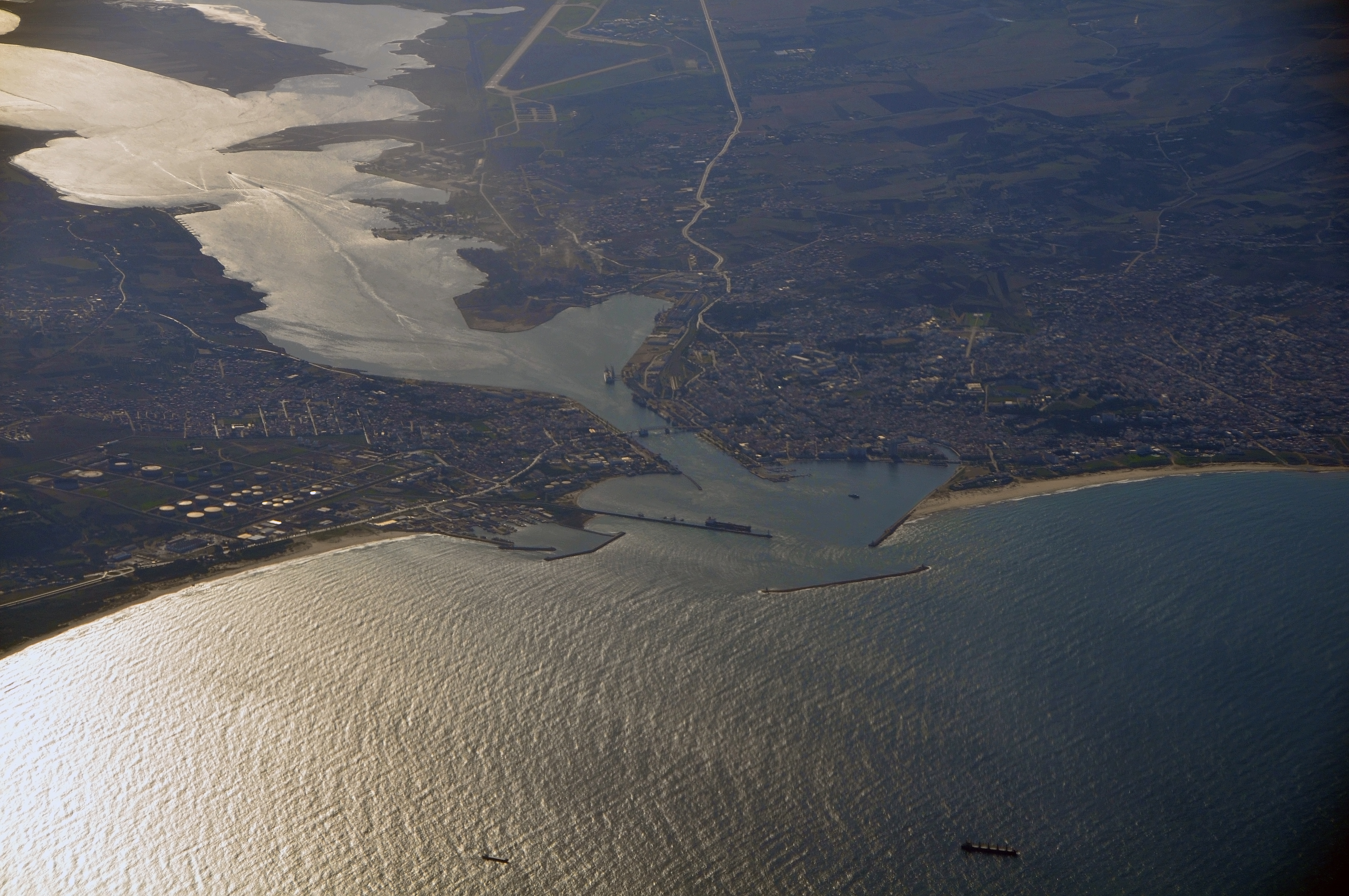
صورة جوية لمدينتي بنزرت وجرزونة